# Жучков, Тихон Свиридович
Тихон Свиридович Жучков (1922—1987) — советский лётчик-ас истребительной авиации Военно-Морского флота в годы Великой Отечественной войны, Герой Советского Союза (6.03.1945). Подполковник Советской Армии (7.11.1954). 

## Биография
Родился 4 июля (по другим данным 4 июня) 1922 года в селе Бахотец (ныне — Чаусский район Могилёвской области Белоруссии). С 1930 года жил в Могилёве, с 1931 года – в селе Недашево, в 1937 окончил 7 классов школы в деревне Амховая (обе ныне в составе Могилёвского района). С 1937 года трудился чернорабочим на Могилёвском сушильном комбинате, с 1939 года – токарем по металлу на Могилёвском авторемонтном заводе. В 1941 году окончил Могилёвский аэроклуб. 
В июне 1941 года был призван на службу в Рабоче-крестьянский Красный Флот. В сентябре 1942 года окончил Военно-морское авиационное училище лётчиков имени И. В. Сталина (в то время действовало в эвакуации в Куйбышевской области). 
Участник Великой Отечественной войны с сентября 1942 года. Весь боевой путь прошёл в рядах 3-го гвардейского истребительного авиационного полка ВВС Балтийского флота, в котором воевал на должностях лётчика, командира звена, заместителя командира эскадрильи. Участвовал в обороне блокадного Ленинграда, в операции по прорыву блокады Ленинграда (во время её 23—27 января 1943 года одержал свои первые три победы в воздушных боях), в Ленинградско-Новгородской, Выборгской и Прибалтийской операциях. Летал на самолётах «ЛаГГ-3», «Ла-5», «Ла-7». В первый год на фронте часто летал ведомым Героя Советского Союза Дмитрия Татаренко.
К октябрю 1944 года заместитель командира эскадрильи 3-го гвардейского истребительного авиационного полка (1-я гвардейская истребительная авиационная дивизия, ВВС Краснознамённого Балтийского флота) гвардии старший лейтенант Т. С. Жучков произвёл 237 боевых вылетов, включая 72 на разведку и аэрофотосъёмку кораблей, военно-морских баз и аэродромов противника, 17 вылетов — на штурмовку наземных целей. Провёл 31 воздушный бой, сбил лично 10 и в составе группы 11 самолётов противника (как минимум три самолёта из числа сбитых им были финские). Потопил 1 катер и сжёг 6 автомашин противника.
Указом Президиума Верховного Совета СССР от 6 марта 1945 года за «за образцовое выполнение заданий командования на фронте борьбы с немецко-фашистскими захватчиками и проявленные при этом отвагу и геройство» гвардии старшему лейтенанту Тихону Свиридовичу Жучкову присвоено звание Героя Советского Союза с вручением ордена Ленина и медали «Золотая Звезда» за номером 5079.
К концу войны гвардии старший лейтенант Тихон Жучков совершил 257 боевых вылетов, принял участие в 37 воздушных боях, в которых сбил 14 вражеских самолётов лично и ещё 6 — в составе группы (по другим данным, его итоговый боевой счёт был в 12 личных и 7 групповых побед или в 11 личных и 11 групповых побед).
После окончания войны продолжил службу в ВМФ СССР. В феврале 1947 — октябре 1950 годов был лётчиком-испытателем Государственном Краснознамённом Научно-исследовательском институте Военно-воздушных сил, испытывал ряд опытных двигателей на самолётах. С 1950 года вновь служил в авиационных строевых частях, но теперь уже в Советской Армии. Служил в Киевском военном округе, в Группе советских войск в Германии и в Дальневосточном военном округе. В августе 1960 года подполковник Т. С. Жучков уволен в запас. 
Проживал в Москве, работал диспетчером Центральной диспетчерской службы Гражданского воздушного флота. Скончался 9 марта 1987 года, похоронен на Кунцевском кладбище Москвы.

## Награды
- Герой Советского Союза (6.03.1945)
- Орден Ленина (6.03.1945)
- Три ордена Красного Знамени (15.07.1943, 23.03.1944, 22.06.1944)
- Орден Отечественной войны 1-й степени (11.03.1985)
- Орден Красной Звезды (14.05.1956)
- Ряд медалей
- Военный лётчик 1-го класса (1957)[4]

## Память
- Именем Героя названа улица в городе Чаусы Могилёвской области[11].
- На одном из домов по улице Жучкова в Чаусах установлена информационная доска. На Аллее Героев в Чаусском городском парке установлена памятная доска[12].